# 文化布尔什维克主义
文化布尔什维克主义（德語：Kulturbolschewismus）是納粹德國支持的批评家用來批評世俗主义、現代主義和進步主義文化运动的术語。
在20世纪20年代的魏瑪共和國，当时马克斯·恩斯特和马克斯·贝克曼等德国艺术家被阿道夫·希特勒、纳粹党和其他德国民族主义者谴责为“文化布尔什维克”。1938年2月，尤利烏斯·埃佛拉同樣提到了文化布尔什维克主义。